# Jonathan Sigalet
Jonathan Patrick Sigalet (* 12. Februar 1986 in Vancouver, British Columbia) ist ein ehemaliger kanadischer Eishockeyspieler, der im Verlauf seiner aktiven Karriere zwischen 2003 und 2021 unter anderem über längere Zeiträume in der American Hockey League (AHL), Kontinentalen Hockey-Liga (KHL) und Svenska Hockeyligan (SHL) auf der Position des Verteidigers gespielt hat. Zudem absolvierte er eine Partie für die Boston Bruins in der National Hockey League (NHL). Sein Bruder Jordan war ebenfalls professioneller Eishockeyspieler.

## Karriere
Jonathan Sigalet begann seine Karriere als Eishockeyspieler bei den Salmon Arm Silverbacks, für die er in der Saison 2002/03 in der kanadischen Juniorenliga British Columbia Hockey League (BCHL) aktiv war. In dieser Spielzeit wurde er zum besten Verteidiger der Liga ernannt sowie in deren All-Rookie Team und First All-Star Team gewählt. Anschließend besuchte er zwei Jahre lang die Bowling Green State University, für deren Eishockeymannschaft er parallel in der Central Collegiate Hockey Association (CCHA), einer Division im Spielbetrieb der National Collegiate Athletic Association (NCAA), auflief. Daraufhin wurde er im NHL Entry Draft 2005 in der vierten Runde als insgesamt 100. Spieler von den Boston Bruins ausgewählt.
Für deren Farmteam Providence Bruins spielte der Linksschütze von 2005 bis 2008 in der American Hockey League (AHL). Zudem gab er in der Saison 2006/07 sein Debüt für die Boston Bruins in der National Hockey League (NHL). Bei seinem einzigen NHL-Einsatz blieb er punktlos und erhielt vier Strafminuten. Im Mai 2008 wurde Sigalet im Tausch gegen Matt Marquardt zu den Columbus Blue Jackets transferiert. Anschließend spielte er zwei Jahre lang für deren AHL-Farmteam Syracuse Crunch sowie in der Saison 2010/11 für Columbus’ neuen Kooperationspartner, die Springfield Falcons.
Zur Saison 2011/12 wurde der Kanadier vom slowakischen Klub HC Lev Poprad aus der Kontinentalen Hockey-Liga (KHL) verpflichtet. Zur Folgesaison wechselte er innerhalb der Liga zum HC Slovan Bratislava. Ab Dezember 2014 stand Sigalet bei Luleå HF in der Svenska Hockeyligan (SHL) unter Vertrag, ehe er im April 2016 zum Ligakonkurrenten Frölunda HC wechselte. Mit den Frölunda Indians gewann er sowohl 2017 als auch 2019 die Champions Hockey League sowie 2019 die schwedische Meisterschaft in Form des Le-Mat-Pokals. Trotz der Erfolge verließ er den Klub im Sommer 2019 nach drei Jahren und stand mit Beginn der Saison 2019/20 bei Brynäs IF unter Vertrag. Im Dezember 2020 kehrte Sigalet für den Rest der Spielzeit 2020/21 zu Frölunda zurück. Im April 2021 beendete der Kanadier im Alter von 35 Jahren seine aktive Karriere.

### International
Für Kanada nahm Sigalet an der U18-Junioren-Weltmeisterschaft 2004 teil. Im Turnierverlauf bereitete er in sieben Spielen zwei Tore vor und belegte mit der Mannschaft den vierten Rang im Endklassement. Sein Debüt in der A-Nationalmannschaft feierte der Verteidiger im Rahmen des Deutschland Cup 2016.

## Erfolge und Auszeichnungen
| - 2003 Bester Verteidiger der BCHL - 2003 BCHL All-Rookie Team - 2003 BCHL First All-Star Team - 2005 CCHA All-Academic Team | - 2017 Champions-Hockey-League-Gewinn mit dem Frölunda HC - 2019 Champions-Hockey-League-Gewinn mit dem Frölunda HC - 2019 Schwedischer Meister mit dem Frölunda HC |

## Karrierestatistik

### International
Vertrat Kanada bei:
- U18-Junioren-Weltmeisterschaft 2004

(Legende zur Spielerstatistik: Sp oder GP = absolvierte Spiele; T oder G = erzielte Tore; V oder A = erzielte Assists; Pkt oder Pts = erzielte Scorerpunkte; SM oder PIM = erhaltene Strafminuten; +/− = Plus/Minus-Bilanz; PP = erzielte Überzahltore; SH = erzielte Unterzahltore; GW = erzielte Siegtore; 1 Play-downs/Relegation; Kursiv: Statistik nicht vollständig)